# فرد روجرز
فرد روجرز (بالإنجليزية: Fred Rogers)‏ هو لاعب كرة قدم بريطاني، (و. 1910  م). لعب مع نادي ليفربول.